# Schlossmuseum Ismaning

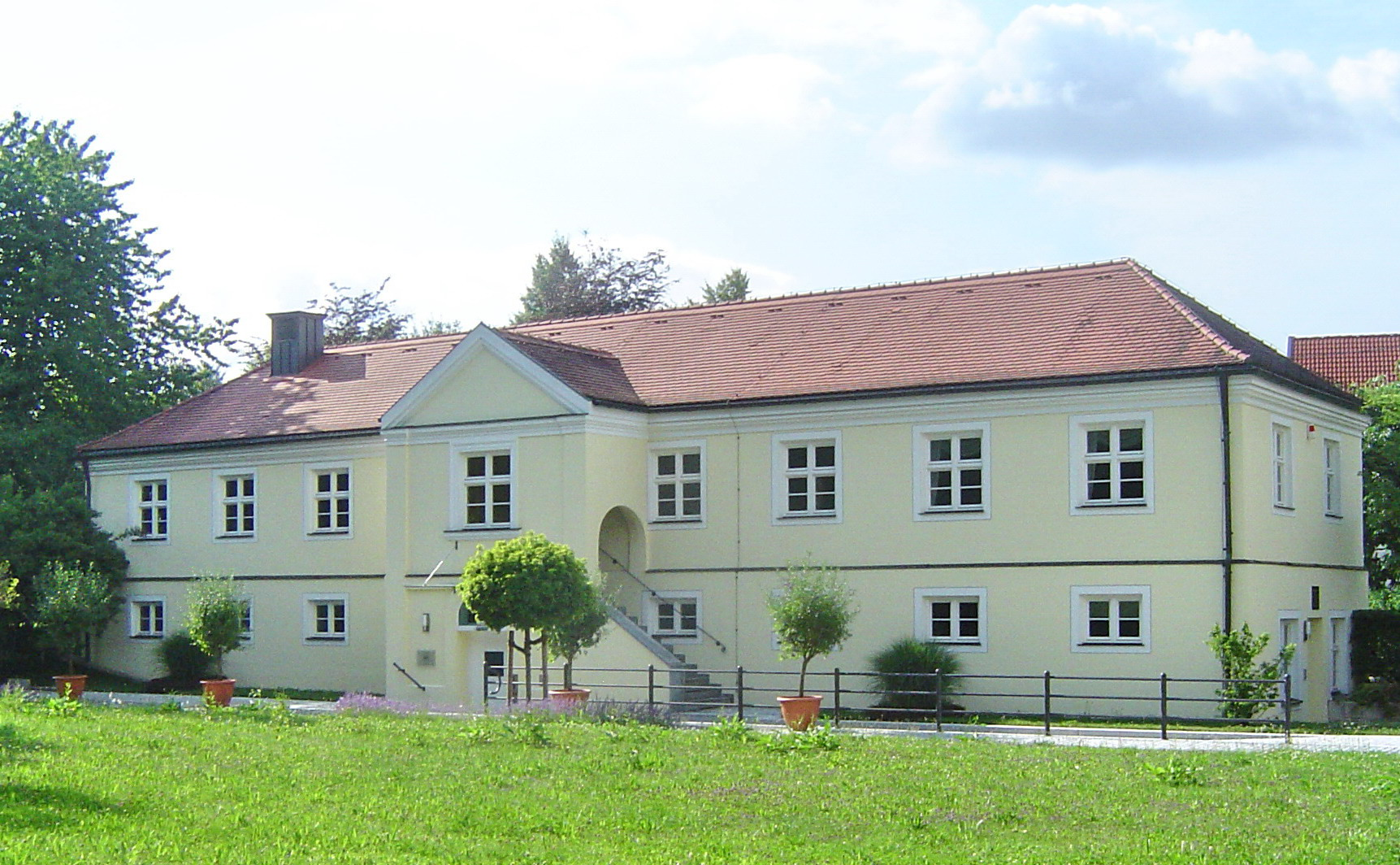
Schlossmuseum Ismaning

Das Schlossmuseum Ismaning im Gärtnerhaus des Schlosses in Ismaning im Landkreis München zeigt Objekte, Dokumente und Fotos zur Kulturgeschichte des Ortes und der Schlossanlage. Sammlungsschwerpunkte sind die Dokumentation der herzoglichen Familie Beauharnais-Leuchtenberg und die Entwicklung der Gemeinde Ismaning im 19. und 20. Jahrhundert.

## Geschichte des Schlossmuseums
Das Schlossmuseum Ismaning wurde am 26. Juli 1986 im Eingangsbereich des Kutscherbaus der Schlossanlage eröffnet. Ein Jahr darauf konnte die Sammlung bereits erweitert werden. Nach über 20 Jahren, in denen die Präsentation nahezu unverändert blieb, verabschiedete sich das Museum im Januar 2008 aus dem Kutscherbau. Übergangsweise wurden Teile der Ausstellung in einem Gebäude der ehemaligen Schlossökonomie, dem so genannten Torfbahnhof, gezeigt. Am 14. Juli 2010 erfolgte die Neueröffnung im Gärtnerhaus im Schlosspark mit einem zeitgemäßen Konzept und einer deutlich erweiterten Dauerausstellung.

## Sammlung
Die Sammlung des Schlossmuseums im Gärtnerhaus umfasst Objekte, Dokumente und Bilder zur Kulturgeschichte des im Jahr 809 erstmals urkundlich erwähnten Ortes.
Die Dauerausstellung gibt einen Einblick in die Geschichte des Schlosses, das in der Barockzeit als Sommerresidenz der Fürstbischöfe des Hochstifts Freising diente. Ausführlich dargestellt wird das 19. Jahrhundert, als die Schlossanlage unter der Prinzessin Auguste von Bayern, ab 1816 Herzogin von Leuchtenberg, ihre klassizistische Form erhielt. Modelle des alten Ismaninger Bahnhofs und der Papierfabrik, die bis heute weitgehend erhalten ist, dokumentieren die jüngere Geschichte des Orts. Begleitend dazu finden die Besucher Informationen über Infrastruktur, Landwirtschaft und Gewerbe. Eine Museums-Rallye und ein eigener Kinderbereich ermöglichen jungen Besuchern, das Museum selbstständig zu erkunden.
Zu den besonderen Ausstellungsstücken zählen:
- ein barocker Altaraufsatz (2. Hälfte 18. Jahrhundert) aus der 1904 abgerissenen Ismaninger Johanniskirche
- die Porträt- und Miniaturensammlung zur Familie Beauharnais-Leuchtenberg
- das Modell des alten Ismaninger Bahnhofs mit der Torfbahn
- das Funktionsmodell einer Selbstabnahmemaschine der Ismaninger Papierfabrik

Die Dauerausstellung wird regelmäßig durch Sonderausstellungen zu den verschiedensten Themenbereichen der Ismaninger Geschichte ergänzt.
Darüber hinaus betreut das Schlossmuseum die (nicht frei zugänglichen) historischen Prunkräume im Schloss Ismaning sowie die Ausstellung im alten Sägewerk des Kultur- und Bildungszentrums Seidl-Mühle. Auf Anfrage können für beide Örtlichkeiten Führungen organisiert werden.